# Gare de Montaigut
Ne doit pas être confondu avec Gare de Montaigut (Haute-Garonne) ou Gare de Montaigu (Vendée).
La gare de Montaigut est une gare ferroviaire française située sur la commune de Montaigut-le-Blanc (département de la Creuse).
C'est une halte voyageurs de la Société nationale des chemins de fer français, desservie par des trains régionaux TER Nouvelle Aquitaine.

## Situation ferroviaire
Établie à 427 mètres d'altitude, la gare de Montaigut est située au point kilométrique (PK) 420,846 de la ligne de Montluçon à Saint-Sulpice-Laurière, entre les gares ouvertes de Vieilleville et de Guéret.

## Fréquentation
Selon les estimations de la SNCF, la fréquentation annuelle de la gare figure dans le tableau ci-dessous.
| Année               | 2015  | 2016  | 2017  | 2018  | 2019  | 2020 | 2021 | 2022  | 2023  |
| ------------------- | ----- | ----- | ----- | ----- | ----- | ---- | ---- | ----- | ----- |
| Nombre de voyageurs | 1 376 | 1 515 | 1 462 | 1 277 | 1 341 | 391  | 598  | 1 053 | 1 747 |

## Service des voyageurs

### Accueil
Halte SNCF, c'est un point d'arrêt non géré (PANG) à accès libre.
En 2022, selon les estimations de la SNCF, la fréquentation annuelle de la gare était de 1 053 voyageurs.

### Desserte
Montaigut est desservie par le train TER Nouvelle-Aquitaine de la ligne de Limoges-Bénédictins à Montluçon.

### Intermodalité
Le stationnement des véhicules est possible à proximité.